# 한림읍
한림읍(翰林邑)은 제주특별자치도 제주시 서부에 있는 읍이다. 면적은 91.09km2이며, 인구는 외국인을 제외하고 2019년 12월 31일을 기준으로 10,403세대, 21,365명이다. 읍 소재지는 한림리이다.

## 개요

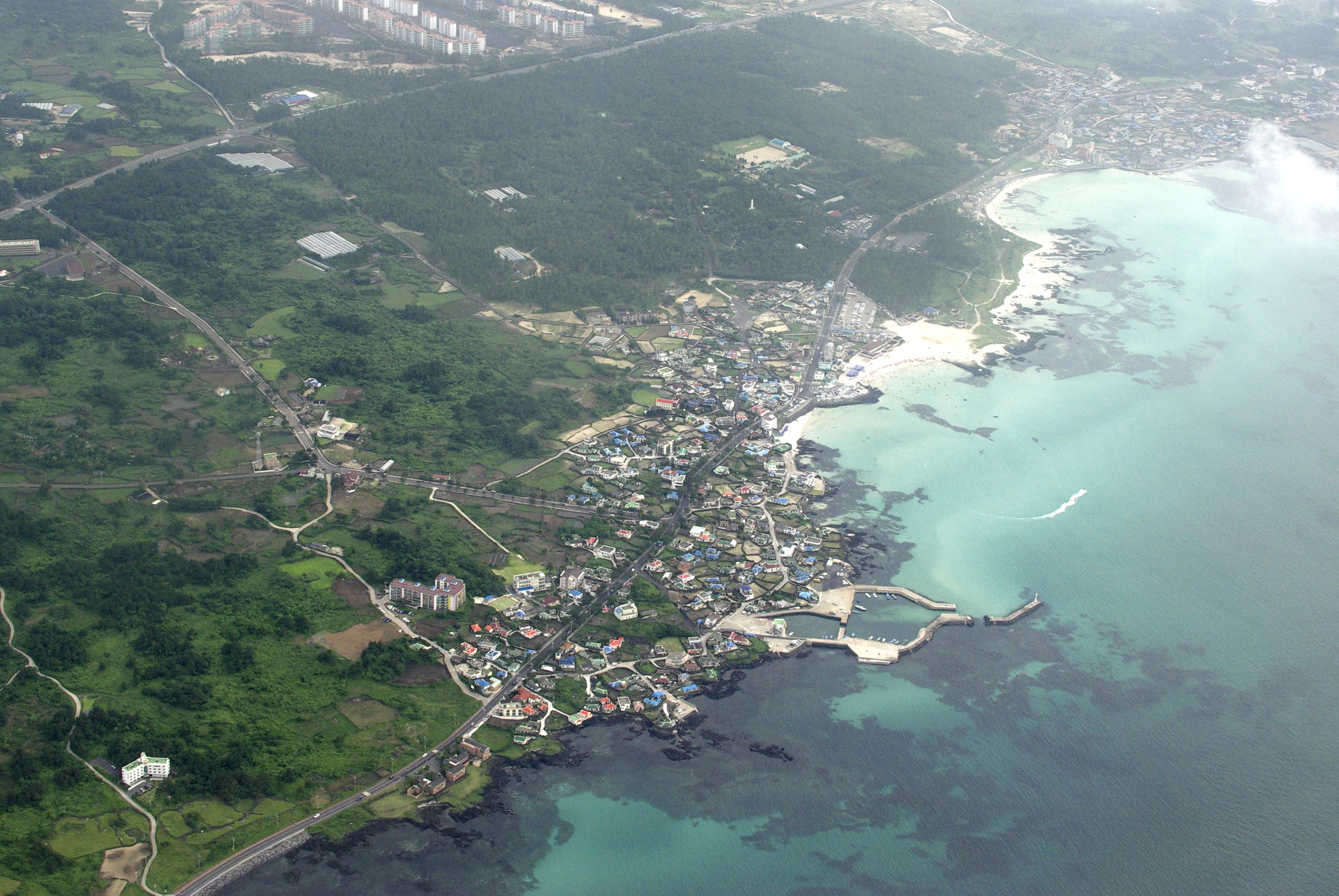
상공에서 내려다 본 한림읍 일대와 협재 해수욕장

고려시대 1002년 본읍 북방4km 해상에 화산이 폭발하여 비양도가 분출 형성되었으며, 귀덕 지방과 명월지방을 중심으로 촌락이 형성되었다. 1212년 고려 희종 8년 석천촌(현 귀덕1리)에 귀덕현을 설치하여 현령으로 다스리고 지방행정의 기초를 닦았다. 1271년 고려 원종 12년 원나라 초토사 도관이 다스렸으나 고려 삼별초 김통정 장군이 명월에 입관하여 성벽을 쌓고, 망대를 설치하여 명월현을 두었으며 삼별초의 난이 끝난 후 원에 예속되었다.
1404년 조선 태종 4년 탐라를 제주라 칭하고 목사와 판관을 두었으며 1416년 제주목, 대정군, 정의현이 설치되어 제주목사가 다스리게 되었다.
일제시대인 1935년 3월 15일 전라남도령 제7호로 구우면을 한림면으로 개칭하였다. 해방후인 1946년 8월 1일 제주도 승격에 따라 제주도 북제주군 한림면이 되었다. 한국전쟁 이후인 1956년 7월 8일 법률 제393호로 한경면을 분리시키고 읍으로 승격하여 오늘날에 이르고 있다.
2006년 7월 1일에는 제주특별자치도가 출범함에 따라 제주시 한림읍이 되었다.

## 행정 구역
| 법정리 | 한자명 | 행정리                                    | 비고            |
| ------ | ------ | ----------------------------------------- | --------------- |
| 귀덕리 | 歸德里 | 귀덕1리, 귀덕2리, 귀덕3리                 |                 |
| 금능리 | 金陵里 | 금능리                                    |                 |
| 금악리 | 今岳里 | 금악리                                    |                 |
| 대림리 | 大林里 | 대림리                                    |                 |
| 동명리 | 東明里 | 동명리                                    |                 |
| 명월리 | 明月里 | 명월리                                    |                 |
| 상대리 | 上大里 | 상대리                                    |                 |
| 상명리 | 上明里 | 상명리                                    |                 |
| 수원리 | 洙源里 | 수원리                                    |                 |
| 옹포리 | 瓮浦里 | 옹포리                                    |                 |
| 월령리 | 月令里 | 월령리                                    |                 |
| 월림리 | 月林里 | 월림리                                    |                 |
| 한림리 | 翰林里 | 한림1리, 한림2리, 한림3리, 강구리(江龜里) | 읍사무소 소재지 |
| 한수리 | 翰洙里 | 한수리                                    |                 |
| 협재리 | 挾才里 | 협재리, 비양리(飛揚里)                    |                 |

## 관광
- 제주 한림 용암동굴지대
  - 소천굴
  - 황금굴
  - 협재굴
  - 쌍용굴
- 명월대
- 명월성지
- 배령연대
- 우지연대
- 귀덕연대
- 협재ㆍ금능 해수욕장
- 비양도
- 한림공원
- 이시돌 목장
- 귀덕 석잔도 거북등대
- 오름
  - 금오름
  - 문도지오름
  - 비양봉
  - 정물오름
  - 정물알오름
  - 누운오름
  - 방주오름 또는 방지오름
  - 밝은오름
  - 세미소(泉味岳)
  - 갯거리오름 또는 갯걸오름
  - 느지리오름 또는 망오름

## 아파트
| 단지명   | 건설사         | 시행사       | 주소              | 입주       | 비고     |
| -------- | -------------- | ------------ | ----------------- | ---------- | -------- |
| 한림주공 | 한양종합건설㈜ | 대한주택공사 | 한림읍 대림4길 20 | 2008년 3월 | 국민임대 |

## 교육
- 귀덕초등학교
- 금악초등학교
- 수원초등학교
- 재릉초등학교
- 한림초등학교
  - 비양분교
- 한림여자중학교
- 한림중학교
- 한림공업고등학교
- 한림고등학교